# Trigonodes hyppasia
Trigonodes hyppasia är en fjärilsart som beskrevs av Pieter Cramer 1779. Trigonodes hyppasia ingår i släktet Trigonodes och familjen nattflyn. Inga underarter finns listade i Catalogue of Life.

## Bildgalleri

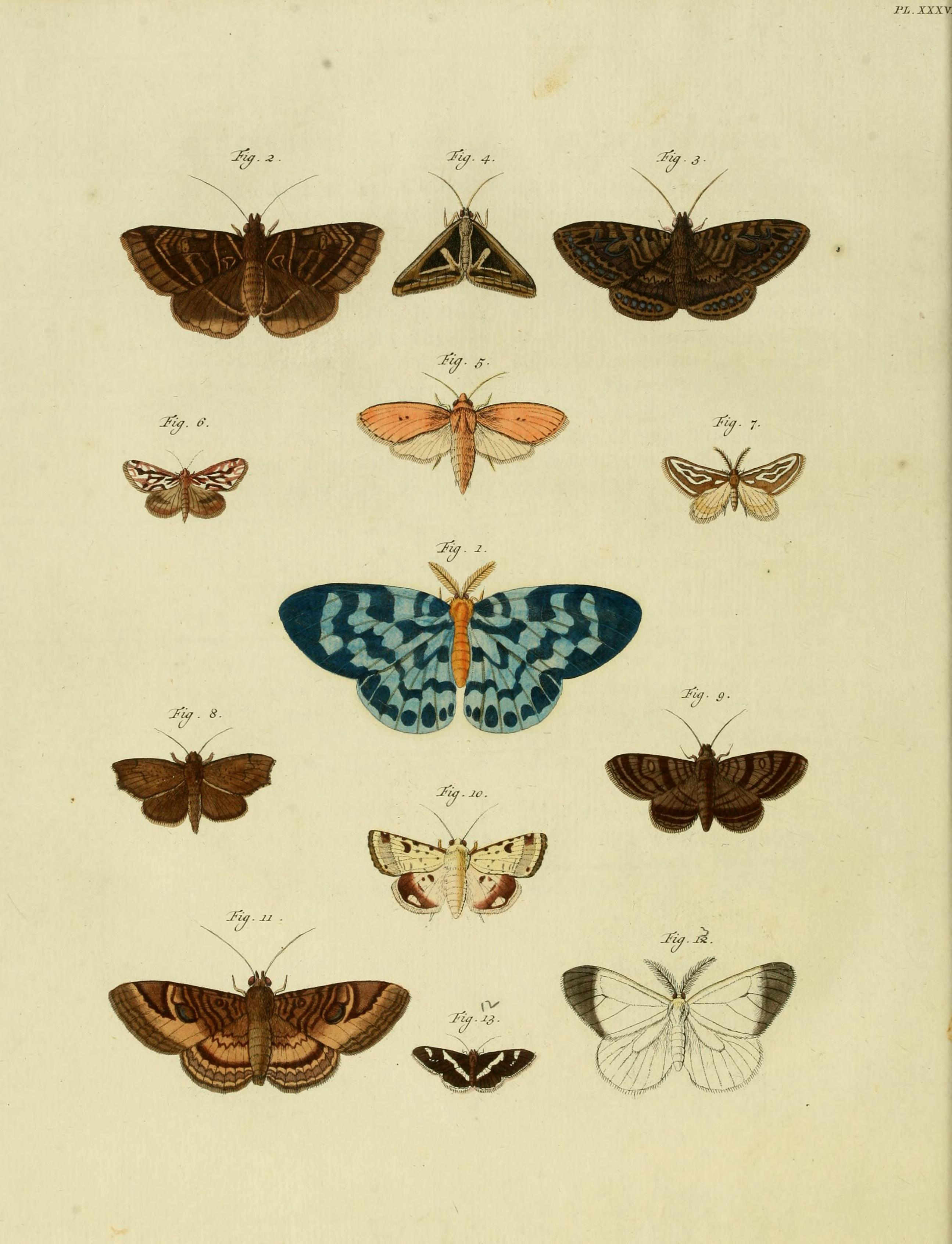
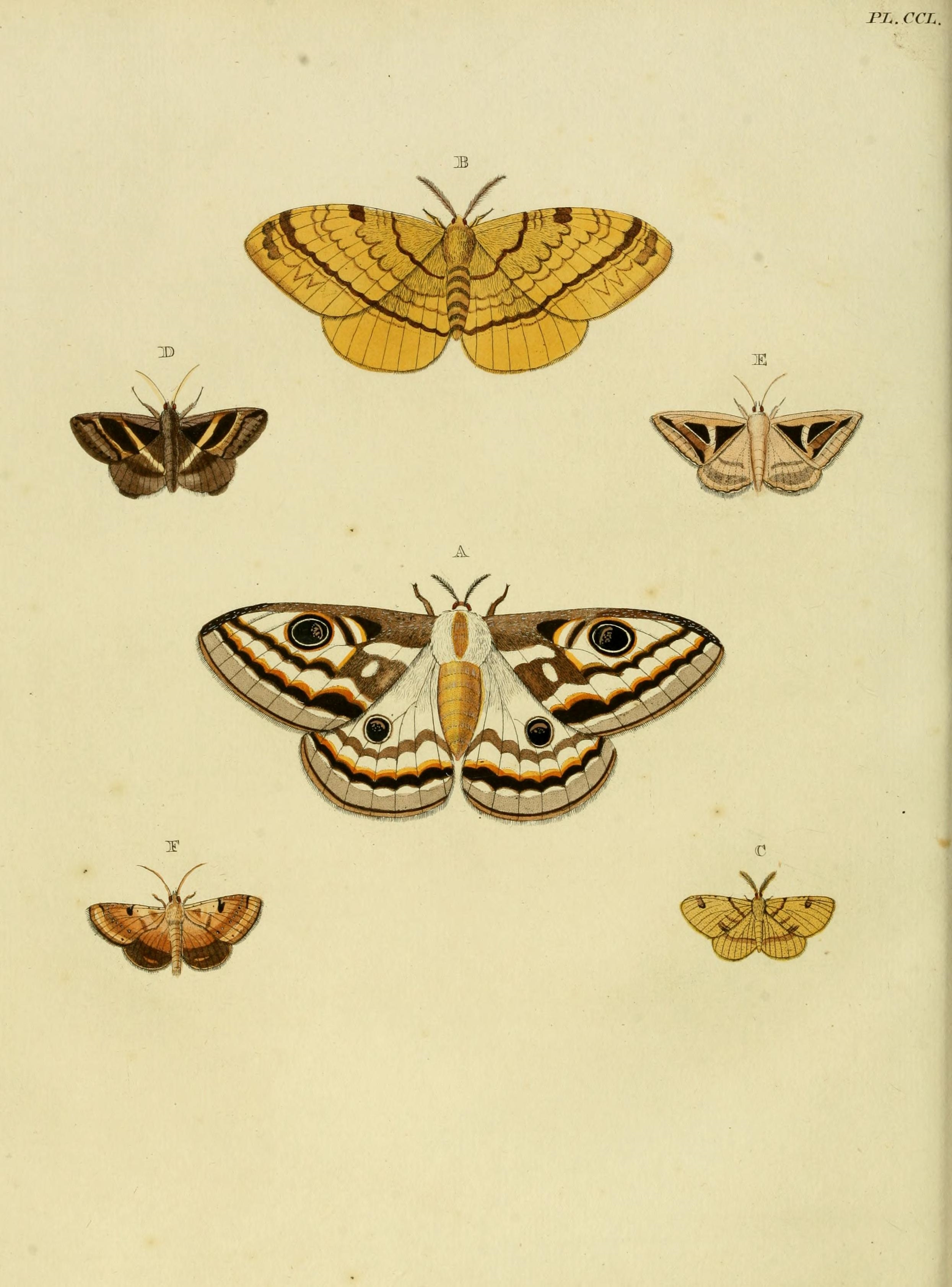
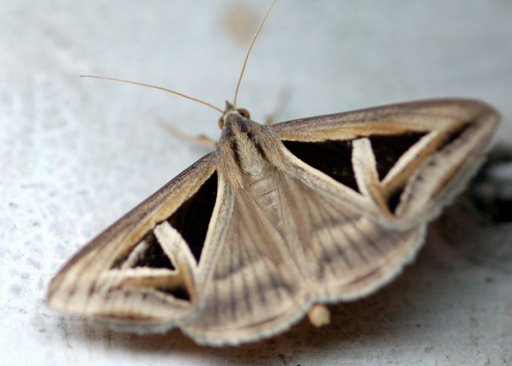
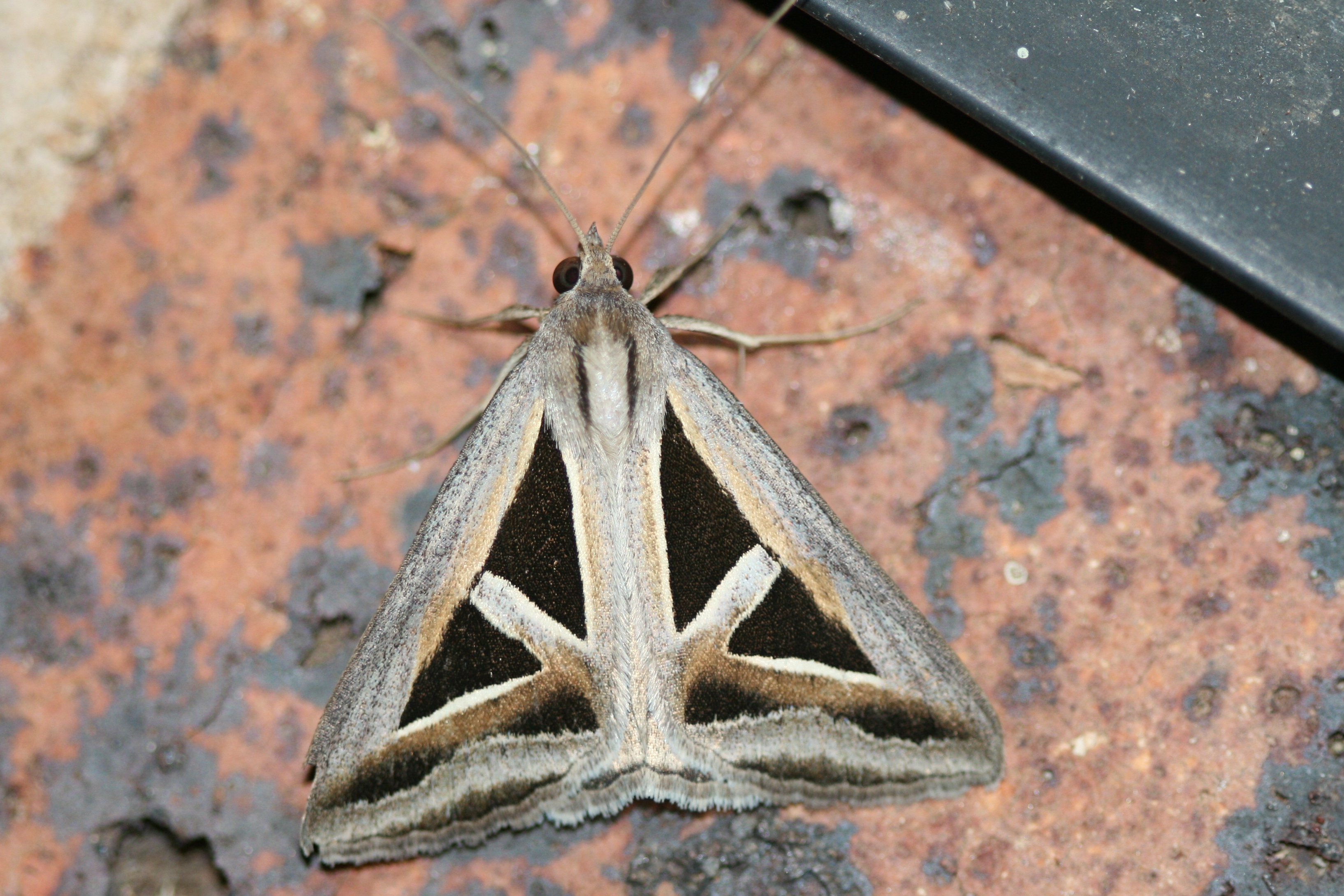
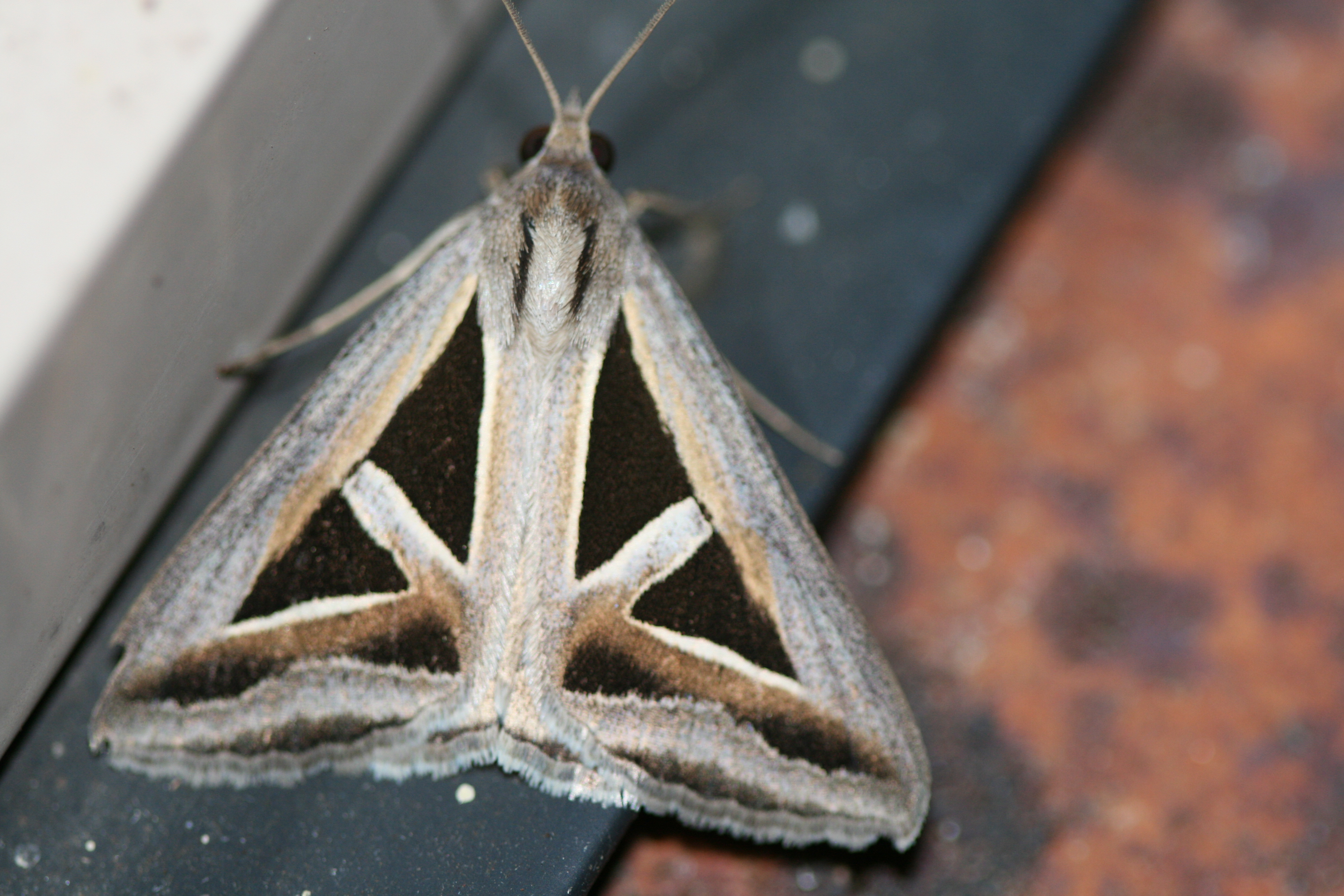